# Marc L. Vogler
Marc L. Vogler (* 19. September 1998 im Ruhrgebiet) ist ein deutscher Komponist und Dirigent.

## Leben
Marc L. Vogler erhielt im Alter von vier Jahren ersten Klavierunterricht. Er war Schüler der Konzertpianisten Rainer M. Klaas, Tobias Koch und Paulo Álvares. Sein Orchesterdebüt als Pianist gab Vogler am 18. November 2015 mit der Sinfonietta Hungarica in seiner Heimatstadt Gelsenkirchen.
Nach einigen frühen Auszeichnungen u. a. bei Jugend musiziert komponierte er im Alter von 16 Jahren seine erste abendfüllende Oper, die zweiaktige Satire-Oper „Streichkonzert – Con brio ohne Kohle“ (nach selbst verfasstem Libretto), welche am 15. Januar 2016 im Musiktheater im Revier Gelsenkirchen unter Leitung des Komponisten mit 12 Sängern und Orchester uraufgeführt wurde. Die Presse lobte die Uraufführung, das begeisterte Publikum feierte das Werk, die Interpreten und den Komponisten mit stehenden Ovationen.
Nach dem Abitur (Ø 1,0) am Max-Planck Gymnasium Gelsenkirchen begann er im Oktober 2016 sein Kompositionsstudium bei Manfred Trojahn mit den Nebenfächern Klavier und Dirigieren (Orchesterleitung) an der Robert Schumann Hochschule Düsseldorf und wechselte im Sommer 2018 an die Hochschule für Musik und Tanz Köln zu Brigitta Muntendorf und Miroslav Srnka. Erstmals als Dirigent trat er 2017 mit der Uraufführung einer Eigenkomposition im Rahmen der ExtraSchicht auf Zeche Zollverein Essen in Erscheinung, wozu ein Interview mit Vogler in der Zeitschrift Der Spiegel erschien.
Marc Vogler ist Gewinner des Deutschen Musikwettbewerbs 2022 (Kompositionspreis des Deutschlandfunk) sowie Preisträger des Felix-Mendelssohn-Bartholdy-Hochschulwettbewerbs 2022. Daneben wurde er im Rahmen von Opus One 2020 der Berliner Philharmoniker ausgezeichnet und gewann 2020 beim internationalen Kompositionswettbewerb Artistes en Herbe Luxemburg den Sonderpreis für die beste Klavierkomposition.
Er erhielt Kompositionsaufträge u. a. für das Europäische Klassikfestival 2018 mit dem Sinfonieorchester Pécs, das Acht-Brücken-Festival der Kölner Philharmonie, das Festival BTHVN 2020 sowie die New Opera West (Los Angeles, USA). Es folgten Uraufführungen u. a. mit dem WDR Sinfonieorchester, dem Ensemble MusikFabrik und der Magdeburgischen Philharmonie. Seine Musik wurde auch international aufgeführt, darunter bei der UNESCO-Kandidatur des französischen Leuchtturms Cordouan (Frankreich), in der Kanack Hall Yokohama (Japan), in der Musikuniversität Wien (Österreich) sowie im Mailänder Dom.
2019 begann Vogler mit der Arbeit an der Oper Felix Krull nach dem gleichnamigen Hochstaplerroman von Thomas Mann. Ihre Premiere feierte die Oper am 7. Januar 2023 im Kölner Excelsior Hotel Ernst, knapp hundert Jahre nachdem Thomas Mann selbst dort zu Gast war. Dabei dienten die gesamte Lobby, mehrere Treppenhäuser sowie der Salon Gereon des Hotels als Spielfläche.
Während des Corona-Lockdowns 2020 komponierte Vogler ein Requiem auf Texte aus Giovanni Boccaccios Decamerone, dessen Partitur er als „stumme Musik“ im Rahmen der Kunstaktion AnsehBar auf Gelsenkirchener Werbeplakatwänden ausstellte. 2022 wurde das Werk für Bass, Chor, Orgel und Orchester mit den Niederrheinischen Sinfonikern uraufgeführt. Über das Stück und dessen Uraufführung wurde u. a. in den WDR 3-Sendungen Tonart und Mosaik, im WDR Fernsehen sowie in zahlreichen Printmedien berichtet.
Marc L. Vogler ist in den Spielzeiten 2024/25 und 2025/26 Composer in Residence der Jungen Oper Dortmund.

## Werke
- Werkverzeichnis (Auswahl) auf www.marc-vogler.de